# Pietro Faccini
Pietro Faccini (Bologna, 1562? – 1º aprile 1602) è stato un pittore italiano.

## Biografia
Iniziò tardi l'attività pittorica sotto la guida dei Carracci. Del 1590 è il Martirio di san Lorenzo ora nella chiesa di San Giovanni in Monte a Bologna.
Se nelle opere giovanili prevale l'influenza di Annibale Carracci, nelle opere di piccolo formato e nella sua produzione grafica sembra risentire dell'influenza del Tintoretto e del Bassano.
Tra il 1593 e il 1594 prende le distanze da Annibale e mentre in opere come le pale delle chiese di San Domenico e di Santa Maria dei Servi e nel Presepio della Pinacoteca Nazionale di Bologna è presente l'influsso di Ludovico, nella Pala Pellicani e nella Madonna del Rosario di Quarto Inferiore vi sono esplicite citazioni dell'opera di Correggio e di Federico Barocci. Nell'Autoritratto, ora agli Uffizi, queste influenze vengono portate alle estreme conseguenze arrivando a una disintegrazione delle formule manieristiche e carraccesche, anticipando buona parte della pittura del Settecento.

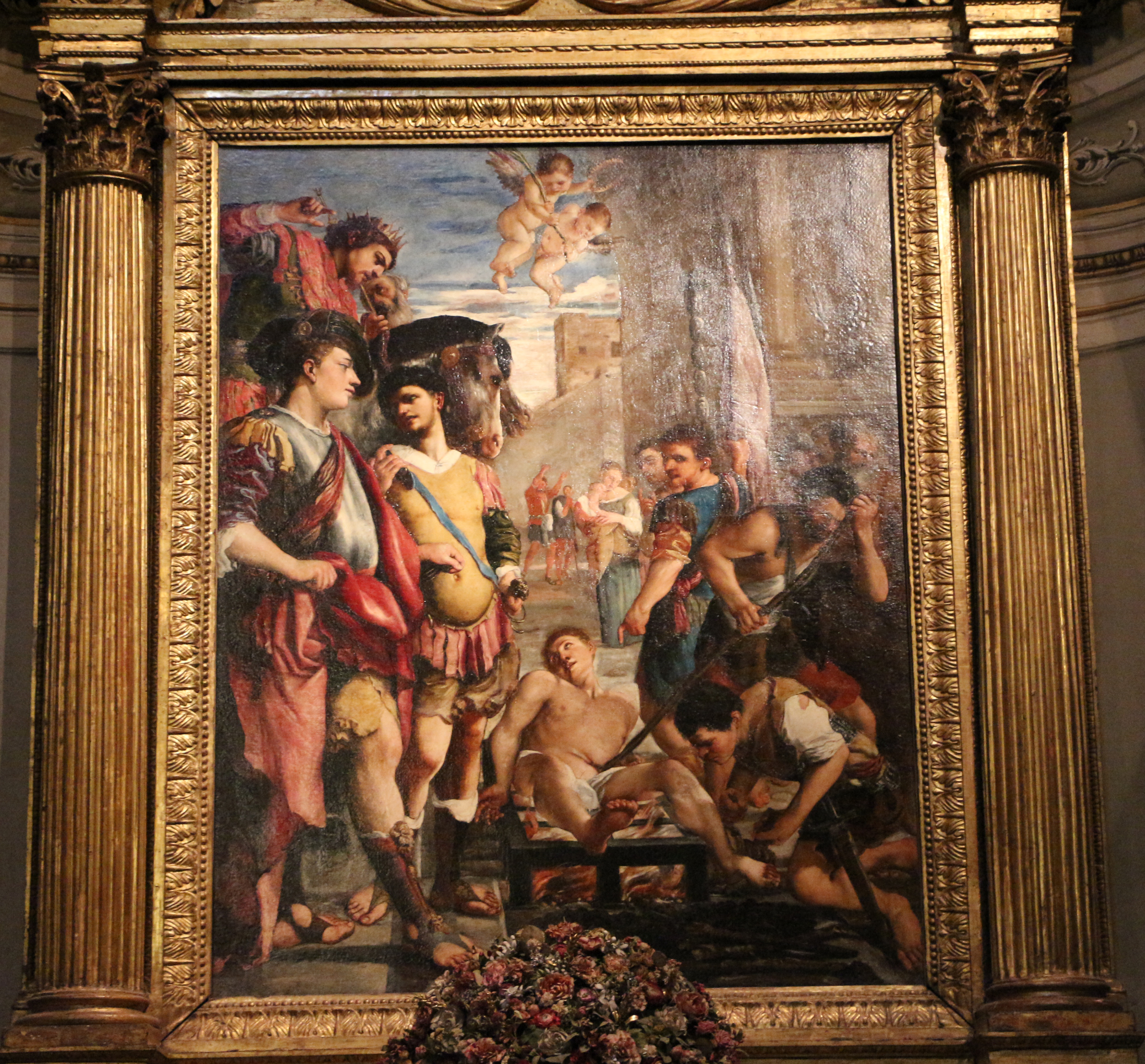
Martirio di san Lorenzo, 1590, chiesa di San Giovanni in Monte
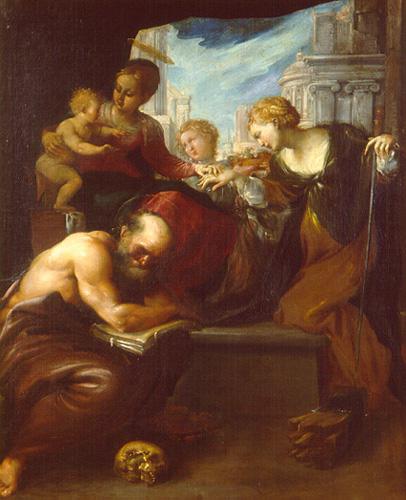
Matrimonio mistico di Santa Caterina, 1595 circa, coll. Musei capitolini di Roma
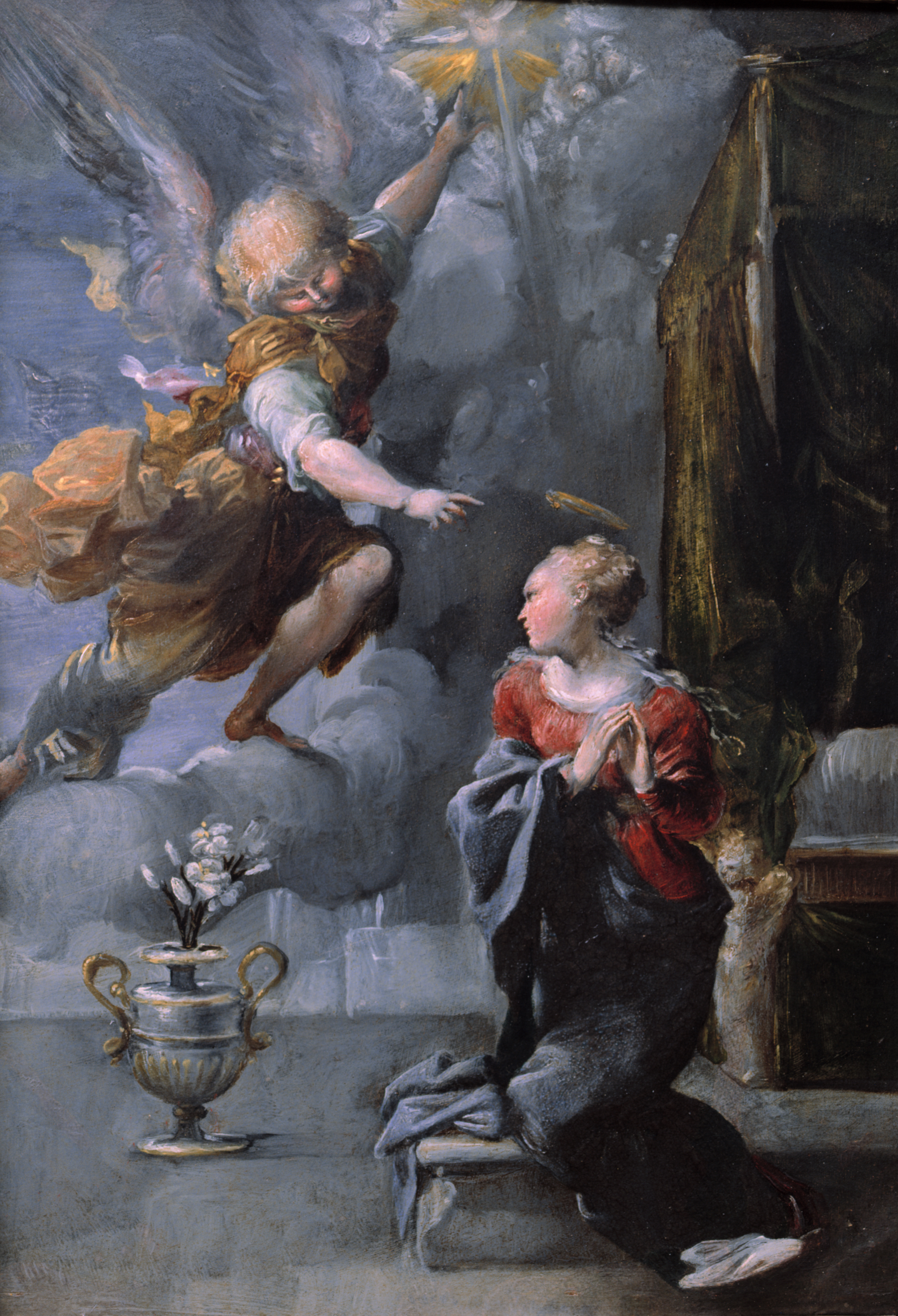
L'Annunciazione,  Museo civico di Modena
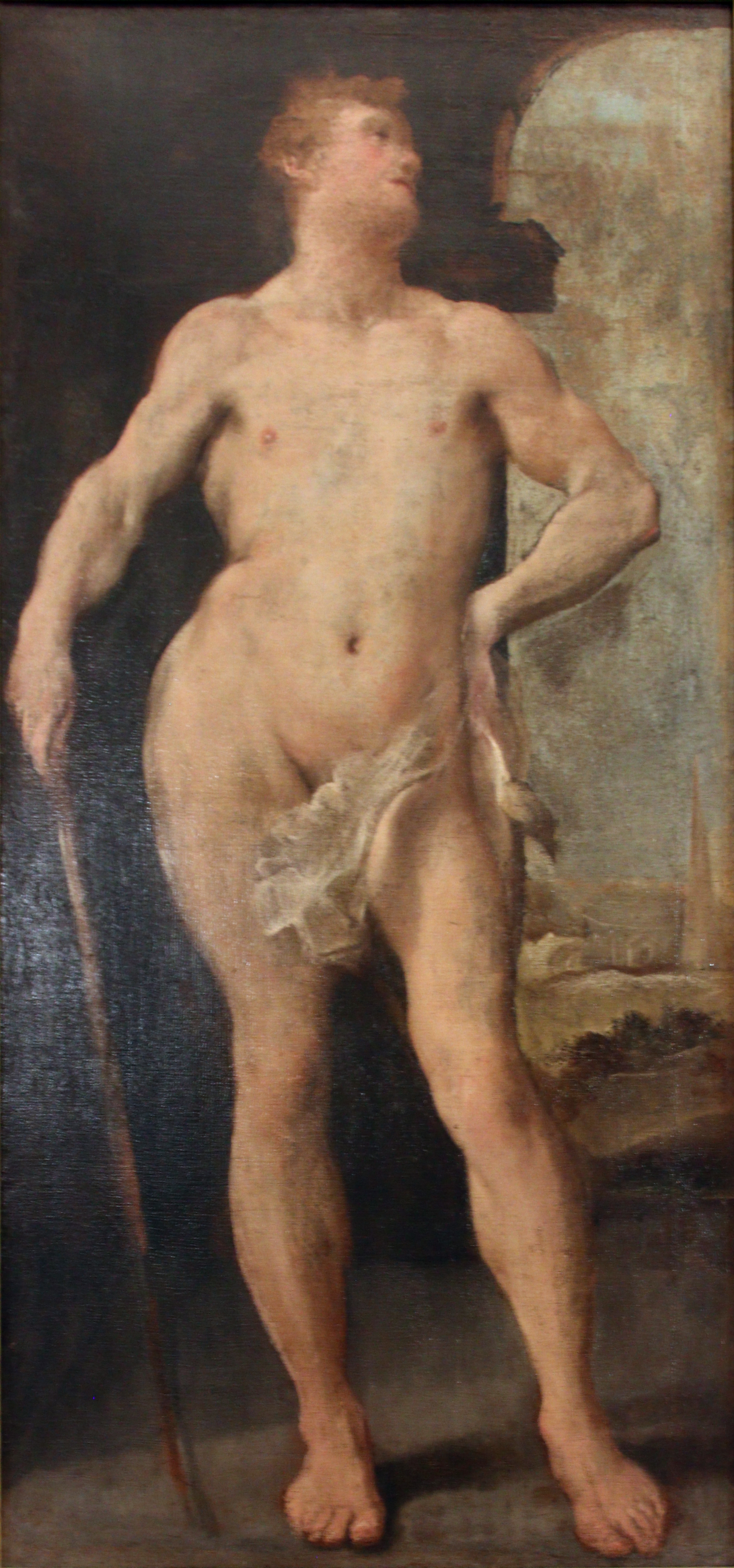
Pietro Faccini (attrib.), Figura virile, Collezioni comunali d'arte di Bologna
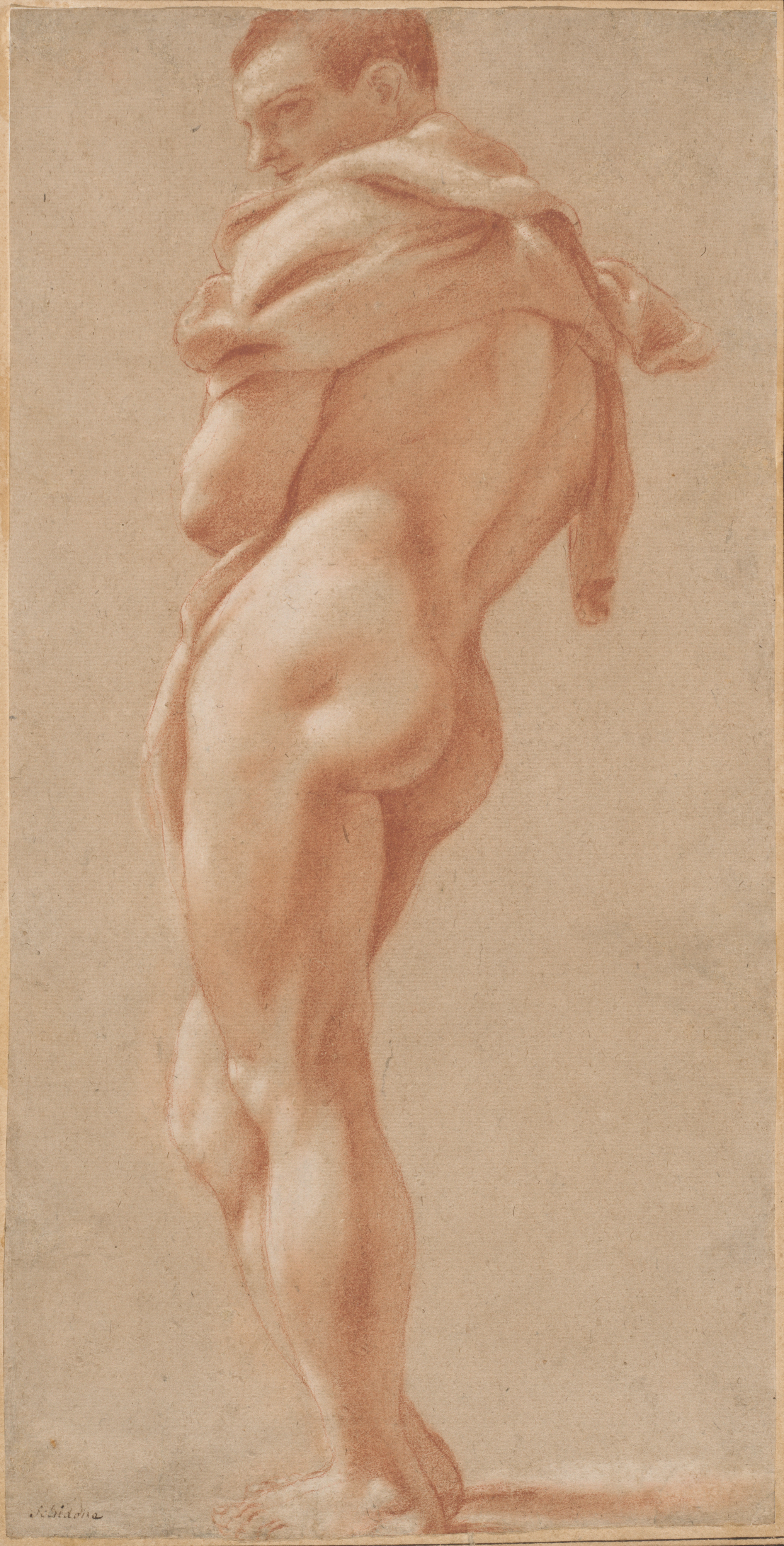
Nudo maschile, 1590 circa, National Gallery di Londra
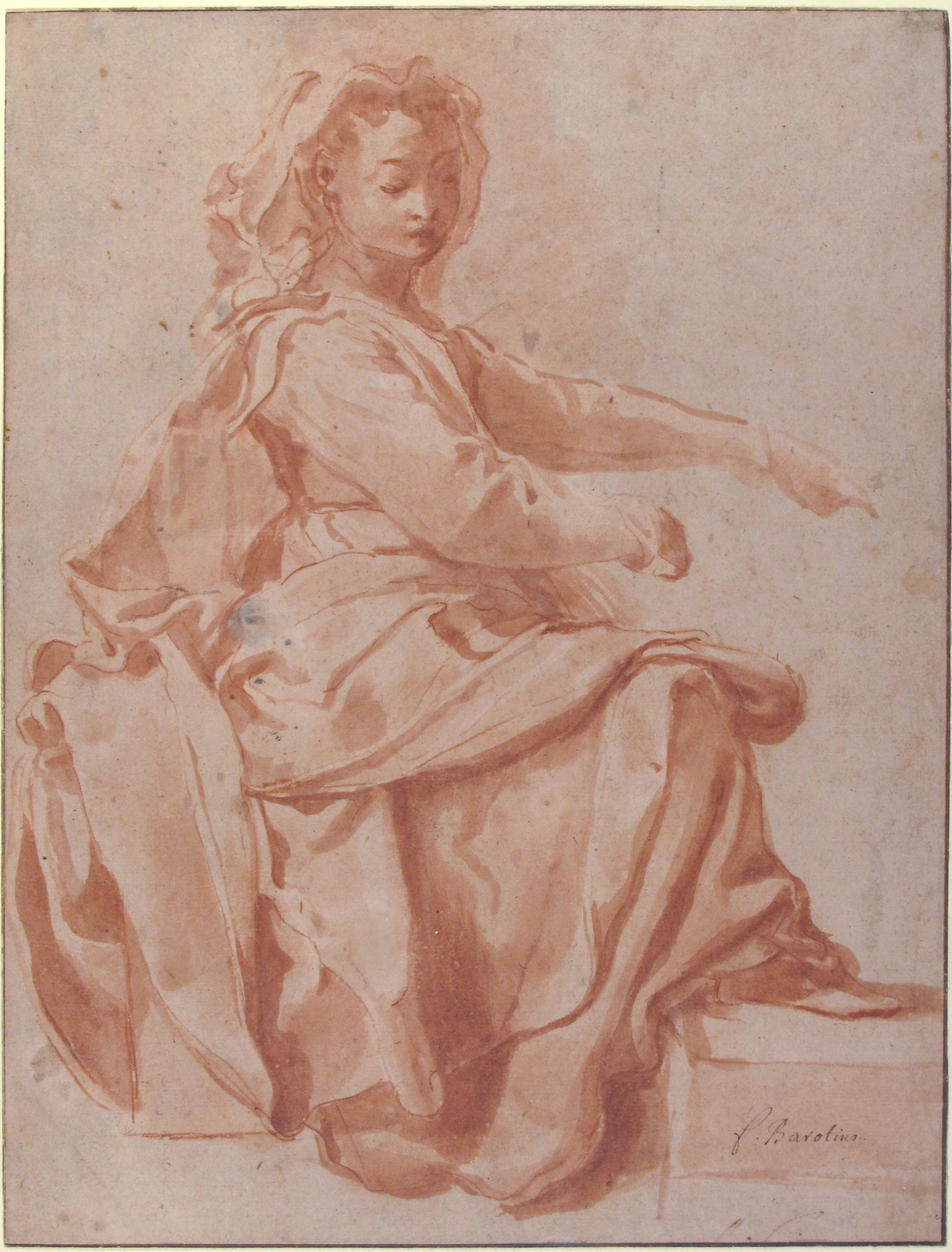
Donna seduta, Metropolitan Museum of Art di New York